# Циннен, Жан-Антуан

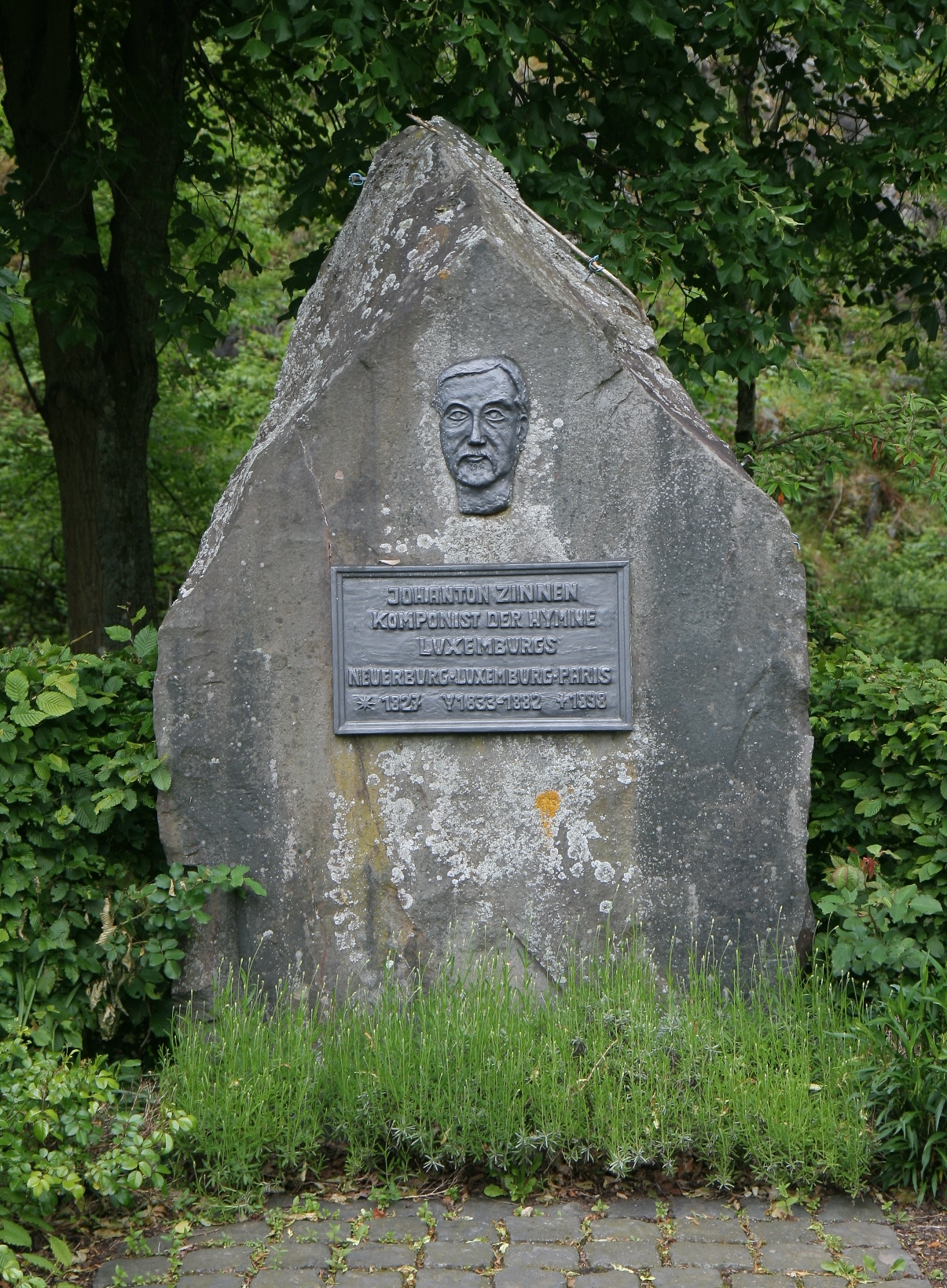
Памятник Циннену в Нойербурге

Жан-Антуан Циннен (фр. Jean-Antoine Zinnen, собственно Иоганн Антон Циннен, нем. Johann-Anton Zinnen; 25 апреля 1827, Нойербург — 16 мая 1898, Нёйи-сюр-Сен) — люксембургский композитор и дирижёр, автор музыки к гимну Люксембурга «Ons Hémécht („Notre patrie“)».
Родился в немецкой семье, перебравшейся в Люксембург, когда будущему музыканту было шесть лет. Получил первые уроки музыки у своего отца, руководившего любительским музыкальным коллективом в городке Фельс (ныне в составе коммуны Ларошетт). В пятнадцатилетнем возрасте поступил валторнистом в военный оркестр люксембургского подразделения воинских соединений Германского союза, в 20 лет стал дирижёром этого оркестра.
В 1849 году получил люксембургское гражданство. В 1851 году возглавил хоровой коллектив в Дикирхе, годом позже занял должность музикдиректора города Люксембург и руководителя созданной в городе консерватории, в 1863 году стал руководителем Всеобщего люксембургского музыкального союза (нем. Allgemeiner Luxemburger Musikverein). Для первого фестиваля союза в Эттельбрюке в 1864 году сочинил патриотическую песню «Ons Hémécht» на стихи Мишеля Ленца, позднее ставшую национальным гимном Люксембурга. Написал также две оперетты, ряд хоровых и духовых сочинений. В 1882 году в связи с закрытием консерватории по финансовым причинам — перебрался в Париж.